# Ricard Wyneken Segimon
Ricard Wyneken Segimon (Reus, 11 de maig de 1882 - Barcelona, 1935) va ser un comerciant i polític català.
Era fill de Ricard Wyneken Liechstenberg, comerciant alemany casat amb la reusenca Antònia Segimon Rodés. Va estudiar Dret a la Universitat de Barcelona, professió que no va exercir i es va dedicar plenament als negocis del seu pare. Va entrar a la militància política de jove, afiliat sempre a partits monàrquics i de dretes, cosa que el va dur a ocupar el càrrec de primer tinent d'alcalde en diversos ajuntaments reusencs durant la dictadura de Primo de Rivera. Va ser cap comarcal del partit Unión Patriótica i home clau d'aquesta formació en tots els ajuntaments de la dictadura de Primo de Rivera, fins que el desembre de 1928 l'alcalde Jaume Plana va ser elegit cap local de la UP desbancant Ricard Wyneken, que, decebut, va presentar la dimissió dels seus càrrecs a l'ajuntament.
El 1927 va pronunciar una conferència als locals d'UP, titulada El momento político actual, que va fer imprimir. Va publicar, sempre en castellà, a la premsa local, sobretot al Semanario Católico de Reus, Diario de Reus, Las Circunstancias, Lo Somatent, Revista del Centro de Lectura, Heraldo de Reus, i a Color. Va dirigir, l'any 1927, el setmanari La Unión, portaveu local de la Unión Patriótica, que va ser efímer. Va recollir en un llibre amb el títol de «Cancionero de amor», que no es va editar, poesies publicades en diversos llocs i d'altres no publicades.
Va ser un dels ponents de les interessants Converses sobre temes d'interès local celebrades al Centre de Lectura l'any 1931, on va desenvolupar el tema «Complement de cultura». Aquestes «Converses» van permetre planificar el desenvolupament de la ciutat durant el període republicà.